# École acadienne de Truro
L’École acadienne de Truro fait partie du Conseil scolaire acadien provincial, le seul conseil scolaire en Nouvelle-Écosse dispensant une éducation en français.
Créée en 1997, l’École acadienne de Truro a été la première école publique francophone à être fondée au Centre de la Nouvelle-Écosse.

## Histoire
En 1996, Nicole Bagnell, Jocelyne Couture-Nowak et Heather Parker - trois parents de la région de Truro - se sont déterminés à sauvegarder et à promouvoir la langue française dans leur communauté. Le recensement électoral, le bottin téléphonique et la publicité dans les lieux publics leur permettent de convaincre la clientèle francophone de leurs droits et d'adhérer à un projet de création d’une école francophone.
En septembre 1997, l’École acadienne de Truro est construite avec la coopération du Conseil scolaire acadien provincial (CSAP) et du Chignecto-Central Regional School Board (CCRSB). La première rentrée compte 36 élèves de la maternelle à la 4e année. Heather Parker prend la place de directrice.
En 2006, l’École acadienne de Truro a vu une première cohorte de cinq élèves graduer.
Le 16 avril 2007, l’École fait le deuil de l’une de ces fondatrices, Jocelyne Couture-Nowak, victime de la fusillade de l'Université Virginia Tech.